# ホノルル大学
ホノルル大学（ホノルルだいがく、英語: Honolulu University）は、アメリカ合衆国ハワイ州に本部がある非伝統的な教育（遠隔教育）を行う非認定の通信制大学である。

## 歴史
この大学はウォーレン・ウォーカーによってアメリカ合衆国カリフォルニア州にゴールデンステート大学（英語: Golden State University）として設立された。その後ハワイ州に移転し、1987年非営利法人として設立された。

## 認定と加盟団体
この大学は香港の国際経営協会に加盟しており、アメリカン・シティ大学もその加盟校として認められている。
ホノルル大学は2005年まで、認定機関ではない国際公開遠隔教育評議会（ICDE）の正会員であったとされている。ホノルル大学は広告で、かつて「国際文化科学支援アカデミー」（ドイツ語: Akademie für Internationale Kultur- und Wissenschaftsförderung）による認定を受けたと主張していた。このアカデミーはヨーロッパで公に認定された機関ではなく、廃止または休眠状態にあるようだが、ドイツのデュイスブルク地方裁判所に51324の番号で非営利団体として登録されている。

## 事件
この大学は、アジアの学校エージェントが入学希望者に非認定の大学であることを適切に開示しなかったことに関連する不正行為に起因する訴訟によってメディアの注目を集めた。学校は裁判で敗訴し、ハワイ州消費者保護局は一時、授業料の返金請求を処理していた。ホノルル大学はシンガポール人エージェントを訴えたが、エージェントはその間に亡くなった。

## 著名な学位取得者
- 福永法源 - 博士（地球環境哲学）
- 名越二荒之助 - 博士（文学）[6]
- 長田正松 - 博士（運動医学、栄養学）
- 吉村卓三 - 博士（獣医学）
- 新堀寛巳-博士（哲学）
- 深見東州-博士（神学）